# Josef Beránek
Josef Beránek (ur. 25 października 1969 w Litvínovie) – czeski hokeista, reprezentant Czech, olimpijczyk.

## Kariera
- CHZ Litvínov (1987–1989)
- HC Dukla Trenczyn (1989–1990)
- CHZ Litvínov (1990–1991)
- Edmonton Oilers (1991–1992)
- Cape Breton Oilers (1992)
- Philadelphia Flyers (1992–1994)
- HC Vsetín (1994)
- Philadelphia Flyers (1994)
- Vancouver Canucks (1994–1996)
- HC Vsetín (1996–1997)
- Pittsburgh Penguins (1997)
- HC Vsetín (1997–1998)
- Edmonton Oilers (1998–2000)
- Pittsburgh Penguins (2000–2001)
- Slavia Praga (2001-2010)

Uczestniczył w turniejach mistrzostw świata do lat 20 edycji 1989 (Czechosłowacja), mistrzostw świata edycji 1991 (Czechosłowacja), 1993, 1994, 1998, 2004 (Czechy), Canada Cup 1992 (Czechosłowacja), zimowych igrzysk olimpijskich 1998, Pucharu Świata 1996.

## Sukcesy
Reprezentacyjne
- Brązowy medal mistrzostw świata juniorów do lat 20: 1989
- Brązowy medal mistrzostw świata: 1993, 1998
- Złoty medal zimowych igrzysk olimpijskich: 1998